# Tatra 147
| Zugmaschine Tatra 147 6×6 | Zugmaschine Tatra 147 6×6          |
| --- | ---------------------------------- |
| |                                    |
| Bauzeit: | 1957–1961                          |
| Stückzahl: | ca. 500                            |
| Entwicklungsland: | Tschechoslowakei                   |
| Motor |                                    |
| Typ | T 111 A-8, V12-Diesel, luftgekühlt |
| Hubraum | 14.825 cm³                         |
| Bohrung/Hub | 110/130 mm                         |
| Verdichtung | 16,5/1                             |
| Einspritzpumpe | 2 Sechszylinder Motorpal           |
| Höchstleistung | 132,5 kW (180 PS) bei 1800/min     |
| max. Drehmoment | 726 Nm bei 1200/min                |
| Kraftübertragung |                                    |
| Zweischeiben-Trockenkupplung, hydraulisch betätigt, mit pneumatischer Verstärkung mechanisches Viergang-Getriebe, pneumatisch unterstützt, mit Zweigang-Zusatzgetriebe und zweistufigen Planetengetriebe, Allradantrieb, Vorderradantrieb ist abschaltbar, Untersetzungsgetriebe in den Radnaben, Differenzialsperren |                                    |
| Fahrgestell |                                    |
| Zentralrohrrahmen, Pendelachsen, Teleskopstoßdämpfer, Reifen 11.00–20, Vorderachse mit mechanischer Schneckenlenkung ausgeführt und als Pendelhalbachse mit Blattfeder abgefedert, hydraulische Lenkhilfe, Hinterradachse als Pendelhalbachse ausgeführt sowie gefedert mittels halbelliptischer Längsblattfeder      |                                    |
| Bremsen |                                    |
| pneumatische Zweikreis-Betriebsbremsanlage mit Trommelbremsen, Feststellbremse mechanisch, Anhängerbremsanlage mit Zweileitungsanschluss |                                    |
| Aufbau |                                    |
| Fahrerhaus hinter Motorhaube, feststehend, 3 Sitze, 2 Türen |                                    |
| Abmessungen, Gewichte und Fahrleistungen |                                    |
| Spurweite v/h | 2.080 / 2× 1.800 mm                |
| Länge / Breite / Höhe | 6.130 / 2.500 / 2.610 mm           |
| Radstand | 2.900 + 1.220 mm                   |
| Bodenfreiheit | 290 mm                             |
| Leergewicht | 9.655 kg                           |
| Nutzlast | 9.000 kg                           |
| Höchstgeschwindigkeit | 61 km/h                            |
| Verbrauch | 34 l auf 100 km                    |

Der Tatra 147 war ein schwerer dreiachsiger Lastkraftwagen des tschechoslowakischen Fahrzeugherstellers Tatra. Dieser Typ wurde aus dem Tatra 111 entwickelt und wurde ab 1957 in Serie gebaut. Nachfolgemodell war der Tatra 138.

## Einsatzgebiet
Der Tatra 147 wurde von dem Forschungsinstitut für Bau- und Keramikmaschinen Brünn aus dem Tatra 111 zu einem Muldenkipper umkonstruiert, weshalb er anfangs auch die Bezeichnung Tatra 111 Dumpcar erhielt. Das Fahrgestell des Spenderfahrzeuges war gekürzt worden und ihm ein Hinterkipper aufgebaut. Bestimmt war das Fahrzeug für den Transport von Steinen, Schüttgut und Erden in unwegsamen Geländen. Bedingt durch den gekürzten Radstand hatte der Wagen mitsamt dem Allradantrieb eine hohe Manövrier- und Geländegängigkeit verliehen bekommen.
Es ist nicht genau bekannt, wie viele Fahrzeuge von diesem Typ hergestellt wurden. Die Produktion endete im Jahr 1961, und es wurden nach einer Quelle ungefähr 500 Exemplare hergestellt, eine andere Quelle spricht von 1.024 gefertigten Muldenkippern. Das Einsatzgebiet der Fahrzeuge waren vorrangig im Tagebau und in Steinbrüchen, wo sie dank ihrer Manövrierfähigkeit und Geländegängigkeit mit jeder Situation zurechtkamen. Einige wenige Exemplare wurden auch in die DDR exportiert.
Laut Quellangaben sollen bis jetzt 2 Exemplare erhalten geblieben sein.

## Technik

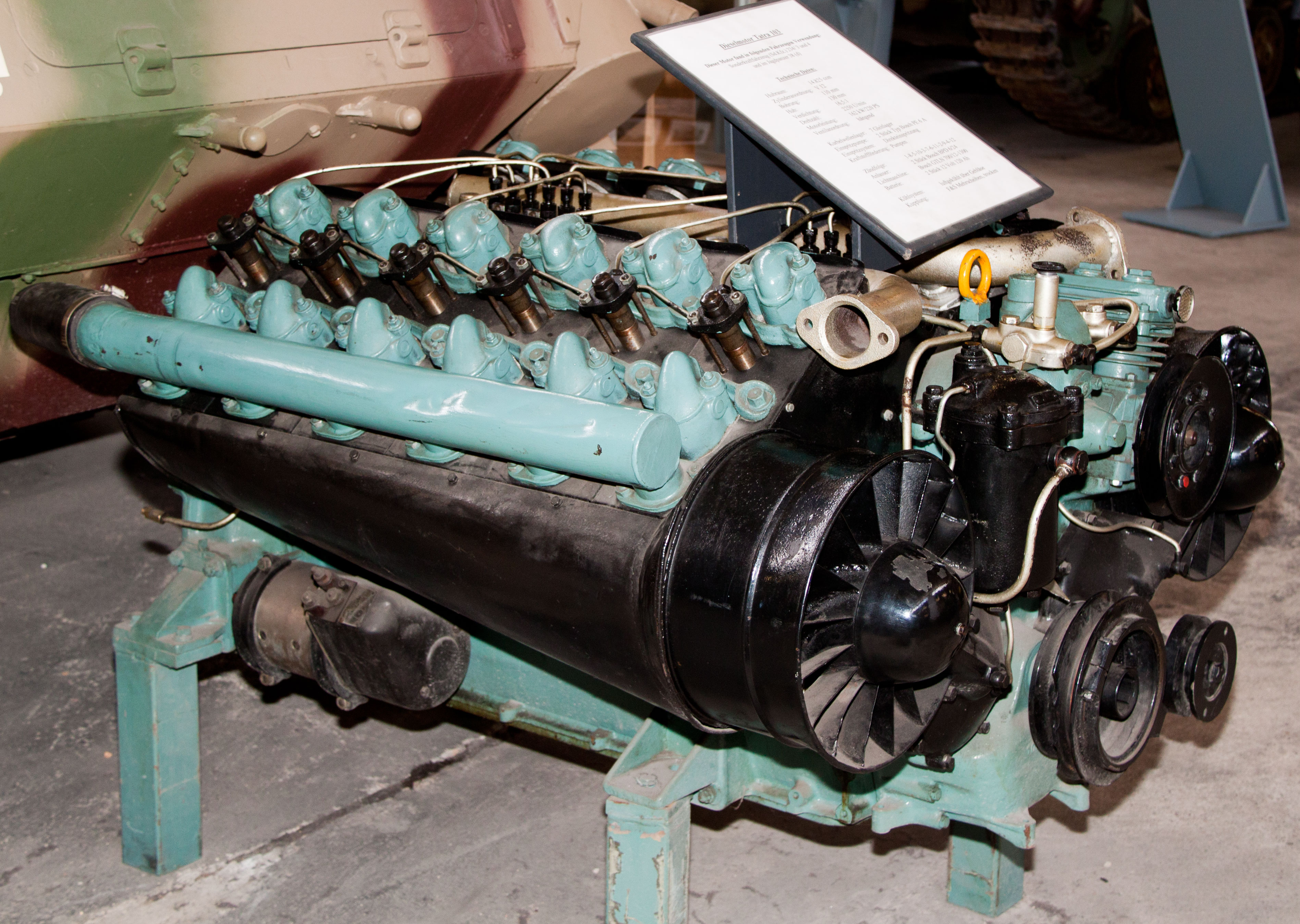
Antriebsmotor des Tatra 147

Von vorne gesehen ähnelt das Fahrzeug sehr dem Tatra 111, die Unterschiede ergeben sich lediglich in der Seitenansicht. Selbst die markante Form des Fahrerhauses ähnelt noch sehr dem Tatra 111 durch seine negative Neigung der Frontscheiben und unterscheidet sich so von dem in Deutschland mehr bekannten Tatra 141. Wie alle Lastkraftwagen von Tatra wurden auch die Hinterkipper nach dem Tatra-Prinzip hergestellt, also mit Zentralrohrrahmen, Allradantrieb und Stirnrad-Differentialgetriebe. Die Bereifung des Fahrzeuges war mit 11.00-20 ausgeführt, an den Vorderrädern als Einfachbereifung, an den Hinterrädern als Zwillingsbereifung. Die Räder besaßen bedingt durch das Tatra-Prinzip beim Ausfedern einen positiven Sturz.
Der Antriebsmotor des Hinterkippers war der T 111 A-8. Er war ein Zwölfzylinder-Viertakt-Dieselmotor mit Luftkühlung. Der Motor besaß 3 Nockenwellen. Die Schmierung des Motors war eine Druckumlaufschmierung.
Die Stahlmulde des Hinterkippers fasste 5 m3 und besaß einen Schutz für das Fahrerhaus. Zur Verminderung von Erschütterungen des Fahrgestelles beim Beladen besaß sie einen doppelten Boden. In ihm waren 50 mm starke Holzbohlen eingelagert. Das Kippen erfolgte hydraulisch durch Betätigung eines Hebels im Fahrerhaus. Die durchschnittliche Kippdauer betrug ca. 20 Sekunden.

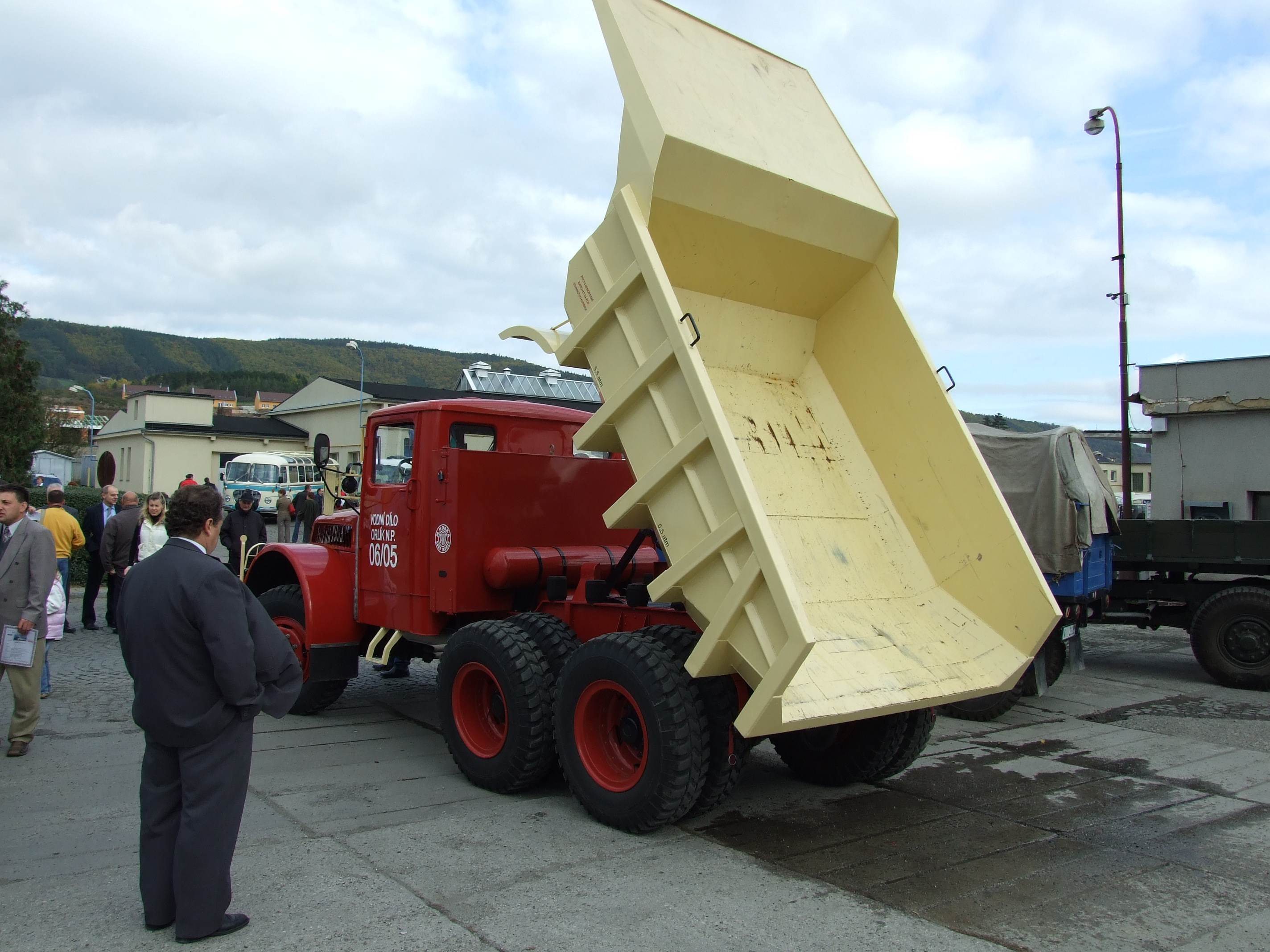
Ansicht des Tatra 147 mit geöffnetem Kipper von hinten
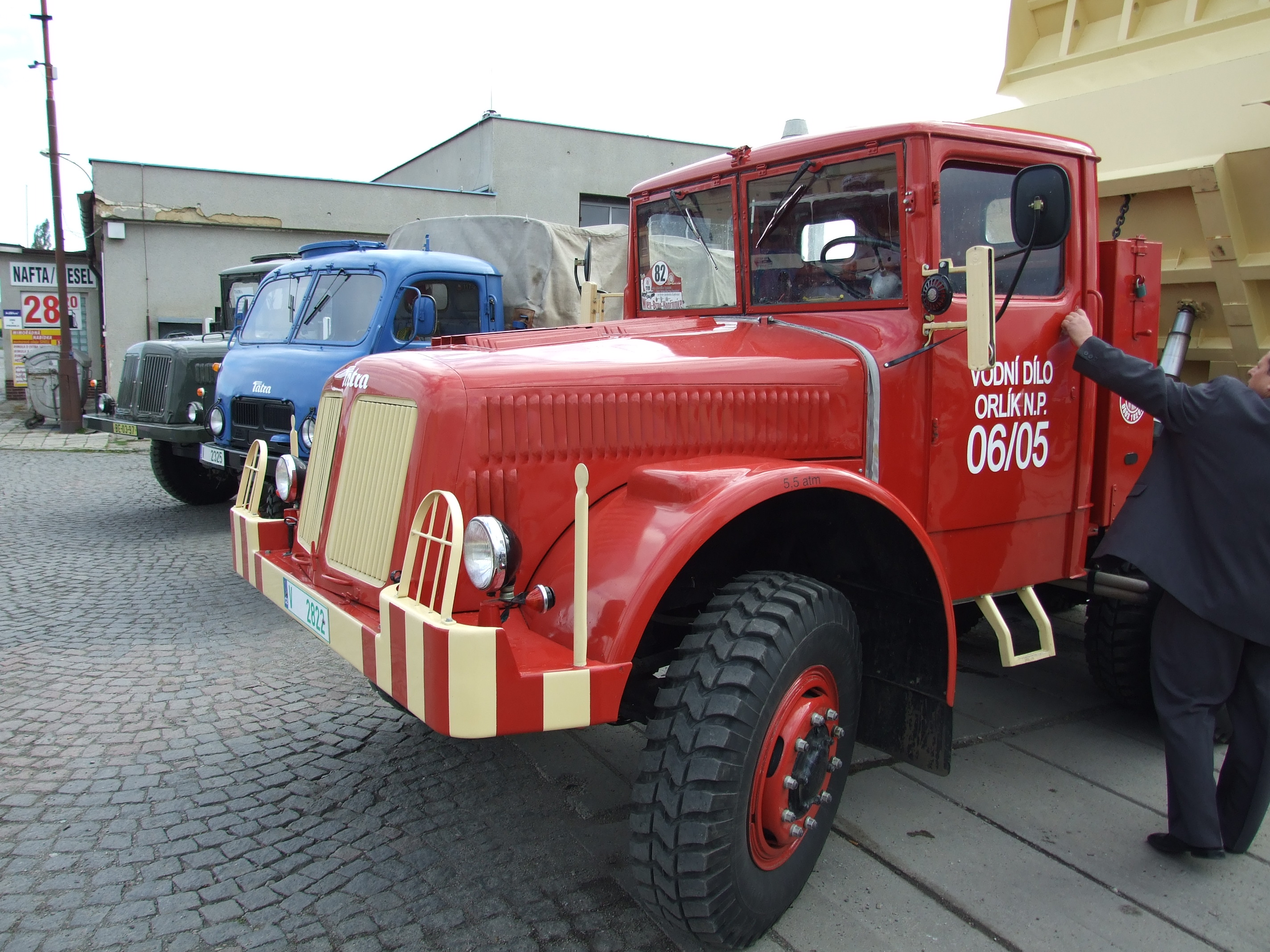
Vom Fahrerhaus sieht man die große Ähnlichkeit mit dem Tatra 111
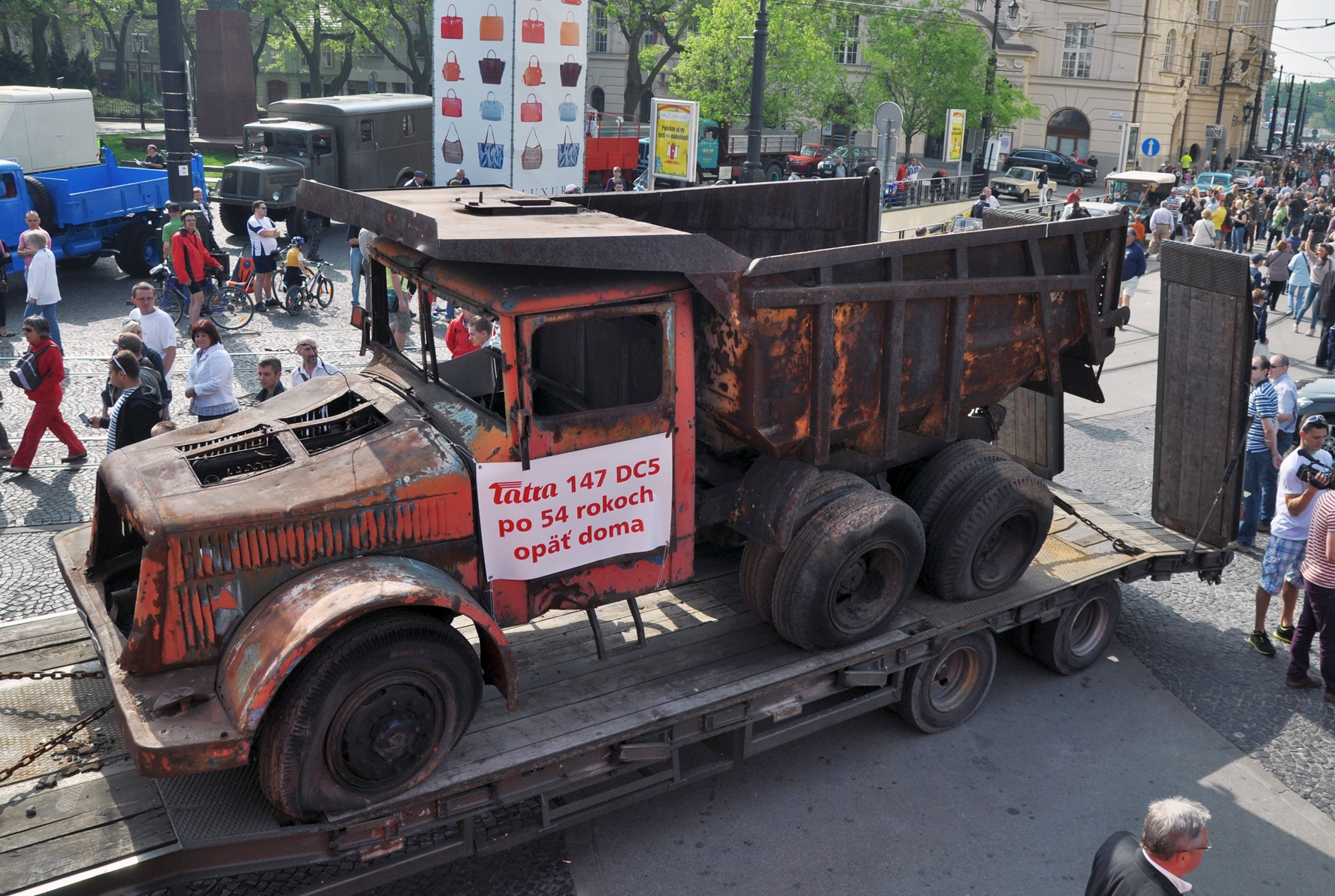
Ein weiterer erhaltener Tatra 147 in Bratislava